# Фисенко, Вера Кузьминична
Вера Кузьминична Фисенко (1908, Уманская, Кубанская область — 6 февраля 1992) — советский рабочий и партийный активист. Почётный гражданин Павлодара.

## Биография
Вера Фисенко родилась в 1908 году в станице Уманской Ейского отдела Кубанской области (сейчас в Ленинградском районе Краснодарского края).
Во время Великой Отечественной войны была эвакуирована в Павлодар, где и прожила до конца жизни. Работала на Павлодарском судоремонтном заводе маляром, затем бригадиром маляров. Была одним из зачинателей социалистического соревнования в Павлодарской области, ударницей коммунистического труда, ударницей девятой пятилетки. Ветеран труда Павлодарского судоремонтного завода.
Была делегатом XI съезда Коммунистической партии Казахстана, по меньшей мере трёх областных, городских партийных конференций.
Награждена орденом Ленина (1960), медалями «За доблестный труд в Великой Отечественной войне 1941—1945 гг.», «За освоение целинных земель».
6 октября 1977 года решением исполкома Павлодарского городского Совета депутатов трудящихся удостоена звания почётного гражданина Павлодара. Наряду с Бейсеном Ахметовым, Анатолием Баклановым, Темиргали Конурбаевым, Иваном Кривенко Фисенко стала первым почётным гражданином Павлодара с 1986 года.
Умерла 6 февраля 1992 года.

## Память
Документы Веры Фисенко хранятся в государственном архиве Павлодарской области в составе коллекции дел, документов и воспоминаний ветеранов труда, созданной в 1995 году. Среди них — мандаты делегата областных партийных конференций, пропуски на собрания партийного актива, дипломы, приглашения, поздравительные открытки, посвящённый охране труда плакат с её фотографиями, посвящённые Фисенко статьи, фотоснимки.